# Corpus Vitrearum Medii Aevi

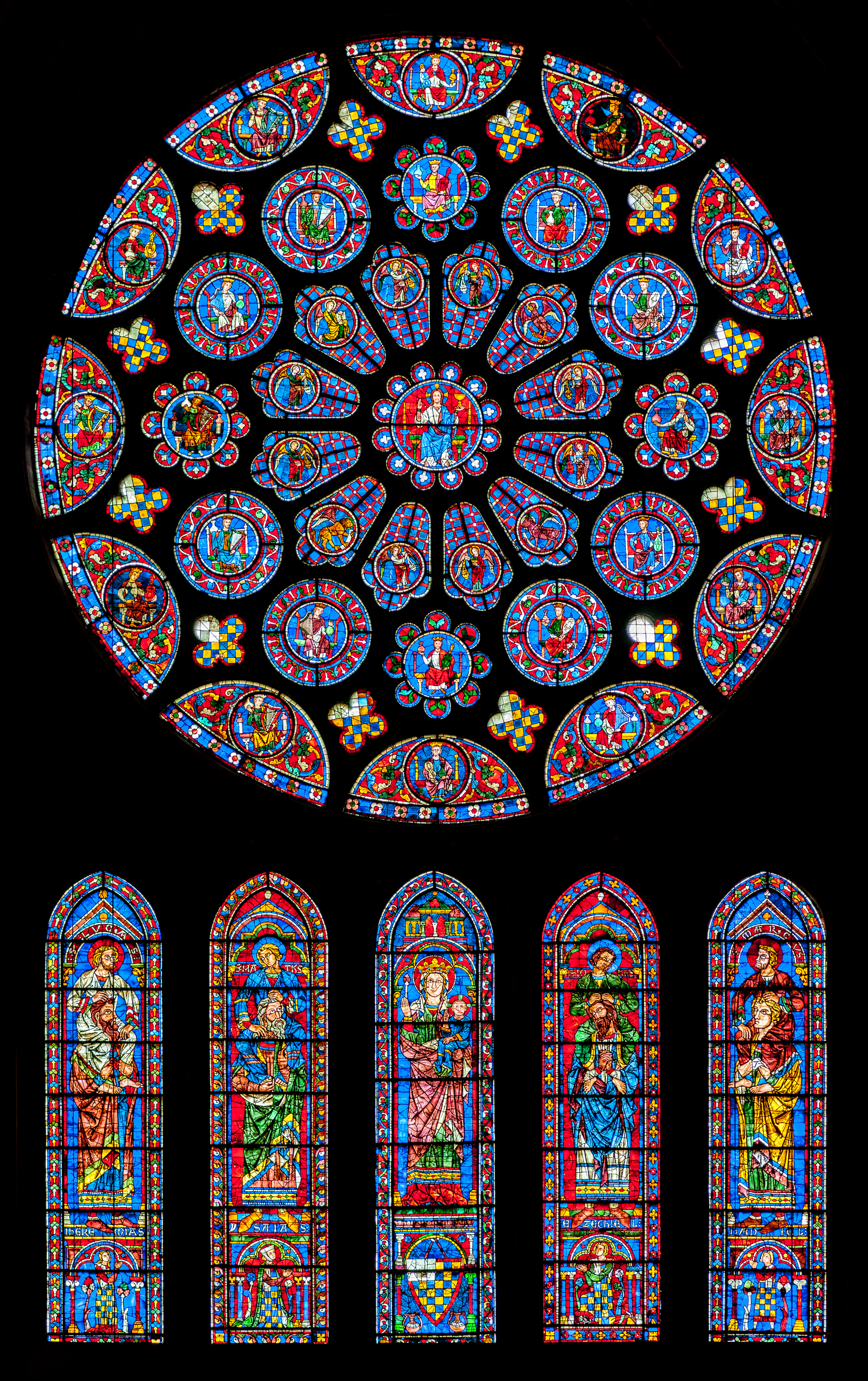
Südquerhausrose der Kathedrale von Chartres

Das Corpus Vitrearum Medii Aevi (CVMA) (lateinisch, deutsch etwa (Gesamt-)Werk der Glasmalerei des Mittelalters), auch Corpus Vitrearum (CV) (v. a. bei der Bearbeitung nachmittelalterlicher Glasmalereien), ist ein internationales kunstgeschichtliches Forschungsunternehmen, das sich zum Ziel gesetzt hat, alle erhaltenen oder überlieferten mittelalterlichen Glasmalereien zu erforschen, in Buchform zu publizieren und damit der breiten Wissenschaft und Öffentlichkeit zugänglich zu machen und auf deren kulturhistorischen Wert aufmerksam zu machen. Seit den 1980er-Jahren wurden zunehmend auch neuzeitliche Glasmalereien, seit den 2010er-Jahren auch Glasmalereien des 19. und frühen 20. Jahrhunderts Gegenstand des Forschungsvorhabens. An dem Forschungsvorhaben beteiligen bzw. beteiligten sich 21 europäische und nordamerikanische Länder. Bislang sind in der internationalen Reihe weit über hundert Bände erschienen.

## Geschichte und Aufgabe

Logo des Internationalen CVMA

Das Forschungsunternehmen Corpus Vitrearum Medii Aevi wurde 1952 unter dem Eindruck des Zweiten Weltkrieges gegründet. Damals gingen viele Glasmalereien unwiderruflich verloren, viele Bestände wurden aber zum Schutz vor den Kriegswirren ausgebaut. Dies ermöglichte den Kunsthistorikern erstmals in großem Umfang, die Glasmalerei, die sich normalerweise weit weg vom Auge des Betrachters befindet, von Nahem untersuchen und fotografische Dokumentationen anlegen zu können. Während im 19. Jahrhundert die Glasmalerei noch vornehmlich als Kunsthandwerk betrachtet wurde, wird diese Gattung spätestens seit den Erkenntnissen der Kriegs- und Nachkriegsgeneration als führende Malerei-Gattung der Romanik, der Gotik und der nordalpinen Renaissance gesehen.
Initiator des Editionsvorhabens war der Berner Kunsthistoriker Hans R. Hahnloser, der seine Vision einer Gesamtpublikation aller mittelalterlichen Glasmalereien 1949 erstmals vorstellte und drei Jahre später die Gründung des Corpus Vitrearum auf dem 16. Internationalen Kunsthistorikerkongress in Amsterdam vollziehen konnte. Anfangs waren die Länder Frankreich, Deutschland, die Schweiz, Belgien, Österreich, die skandinavischen Länder und Großbritannien beteiligt, im Laufe der Zeit kamen weitere Länder hinzu, darunter die USA, Kanada und Russland, die europäische Glasmalerei in Sammlungen besitzen. Zahlreiche Länder weiteten inzwischen die Untersuchungen auf neuzeitliche Glasmalereien der Barockzeit und des Historismus bis hin zu modernen Glasfenstern des 20. Jahrhunderts (Jugendstil, Art déco, Expressionismus u. a.) aus.
Die wissenschaftlichen Publikationen des Corpus Vitrearum gehen weit über bloße Inventarisierung hinaus. Die Glasmalereien werden stets im historischen Kontext und im Kontext der Architektur betrachtet, für die sie geschaffen wurde. Sie geben vielfach Auskunft über Stifter, künstlerische Programme, ikonografische Besonderheiten und das Repräsentationsbedürfnis herrschaftlicher oder geistlicher Auftraggeber. Viele Glasfenster stammen von namhaften Künstlerpersönlichkeiten wie Albrecht Dürer, Hans Baldung, Duccio, Lorenzo Ghiberti, Guglielmo de Marcillat und anderen.
Die Arbeit des Corpus Vitrearum gewinnt seit den umweltbedingten Veränderungen des 20. Jahrhunderts an Bedeutung. Durch Abgase und Sauren Regen werden die Glasmalereien in kürzester Zeit stärker angegriffen als in den 500 Jahren zuvor. Lochfraß und Verbräunung sind die Folge. Durch Initiativen des Corpus Vitrearum konnte an vielen Kirchen Außenschutzverglasungen angebracht werden, die den Prozess des Zerfalls aufhalten. Das Corpus Vitrearum steht mit Restauratoren und Glasmalerei-Werkstätten in Verbindung und dient als Berater bei Denkmalämtern.

## Organisation
Das CVMA steht unter dem Patronat der UAI und des Comité International d’Histoire de l’Art (CIHA). Jedes Land besitzt eigene Nationalkomitees, die für die Administration und die Ernennung der Autoren zuständig sind. Um die Publikationen und die Forschung nach einheitlichen Maßstäben zu gestalten, wurden Richtlinien verabschiedet, die das Vorgehen bei der Erforschung und die Form der Publikation festlegen. Die aktuelle vierte Fassung der Richtlinien wurden 2016 in Troyes verabschiedet. Die Amtssprachen des Corpus Vitrearum sind Englisch, Französisch und Deutsch.
Im regelmäßigen Turnus treffen sich alle Glasmalerei-Spezialisten auf den Internationalen Colloquien, um Methoden und aktuelle Forschungen zu besprechen. Dort wird auch das internationale Gremium, bestehend aus Präsident, Sekretär und Schatzmeister, gewählt.
Seit 1965 gibt es ein eigenes Komitee für die Konservierung von Glasmalerei, das sich vornehmlich den technischen und restauratorischen Fragen widmet. Dieses Komitee wurde gleichzeitig eines der wissenschaftlichen Komitees von ICOMOS und veranstaltet seit 1993 das Internationale Forum für die Konservierung und Technologie von historischen Glasmalereien, das seit 2022 gemeinsam mit den Colloquien des CVMA stattfindet. Die Richtlinien für die Konservierung und Restaurierung von Glasmalereien wurden in der zweiten Fassung in Nürnberg 2004 verabschiedet.

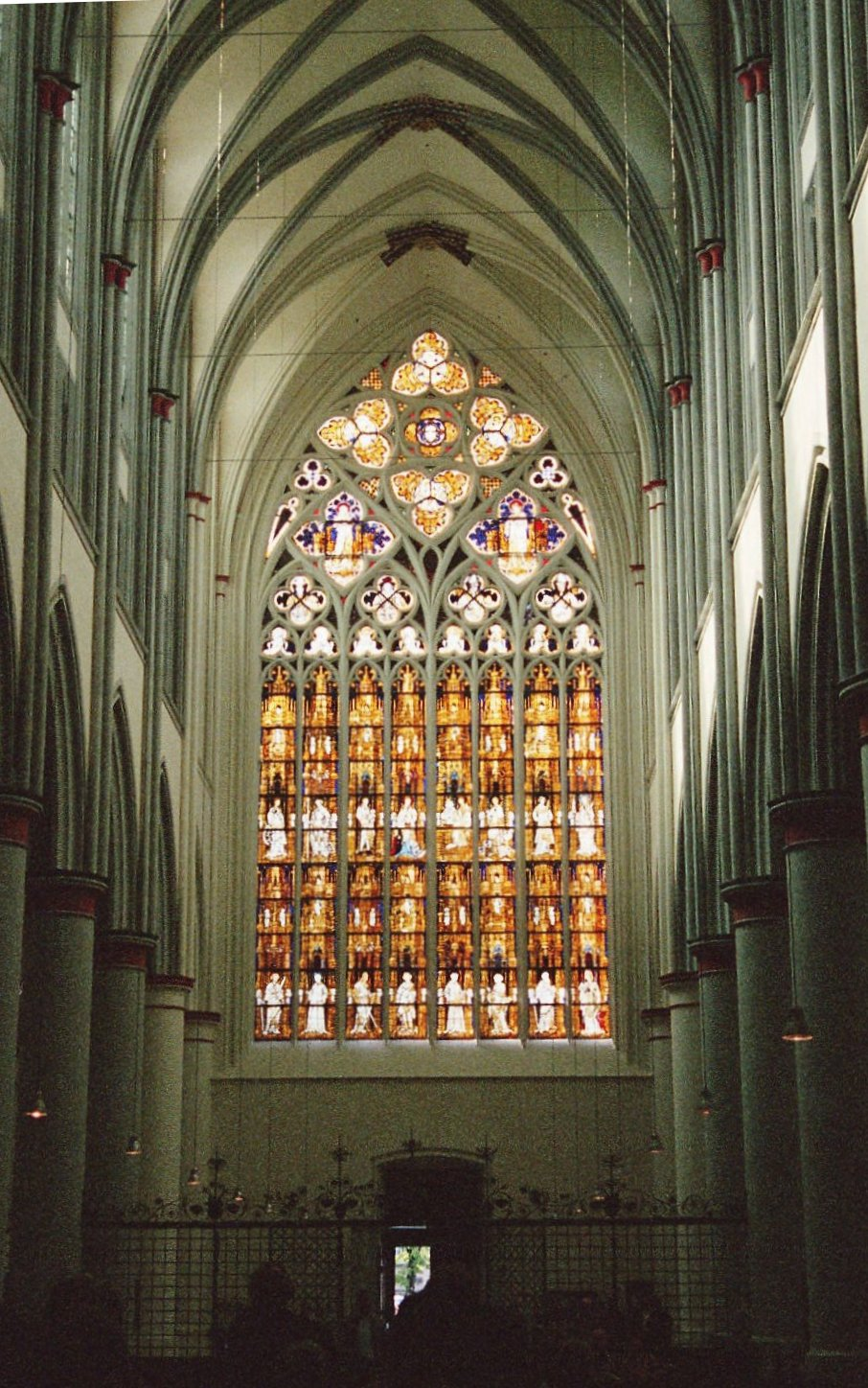
Westfenster des Altenberger Doms

### Internationale Colloquien des Corpus Vitrearum
- I: Bern (CH) 1953
- II: Paris (F) 1953
- III: Köln (D) 1957
- IV: Erfurt (DDR) 1962
- V: Straßburg (F) 1965
- VI: Ulm (D) 1968
- VII: Florenz (I) 1970
- VIII: York (GB) 1972
- IX: Paris (F) 1975
- X: Stuttgart/Freiburg im Breisgau (D) 1977
- XI: New York (USA) 1982
- XII: Wien (A) 1983
- XIII: Barcelona (ESP) 1985
- XIV: Amsterdam (NL) 1987
- XV: Erfurt (DDR) 1989
- XVI: Bern (CH) 1991
- XVII: Rouen (F) 1993
- XVIII: Siena (I) 1995
- XIX: Krakau (PL) 1998
- XX: Bristol (GB) 2000
- XXI: Brüssel (BEL) 2002
- XXII: Nürnberg/Regensburg (D) 2004

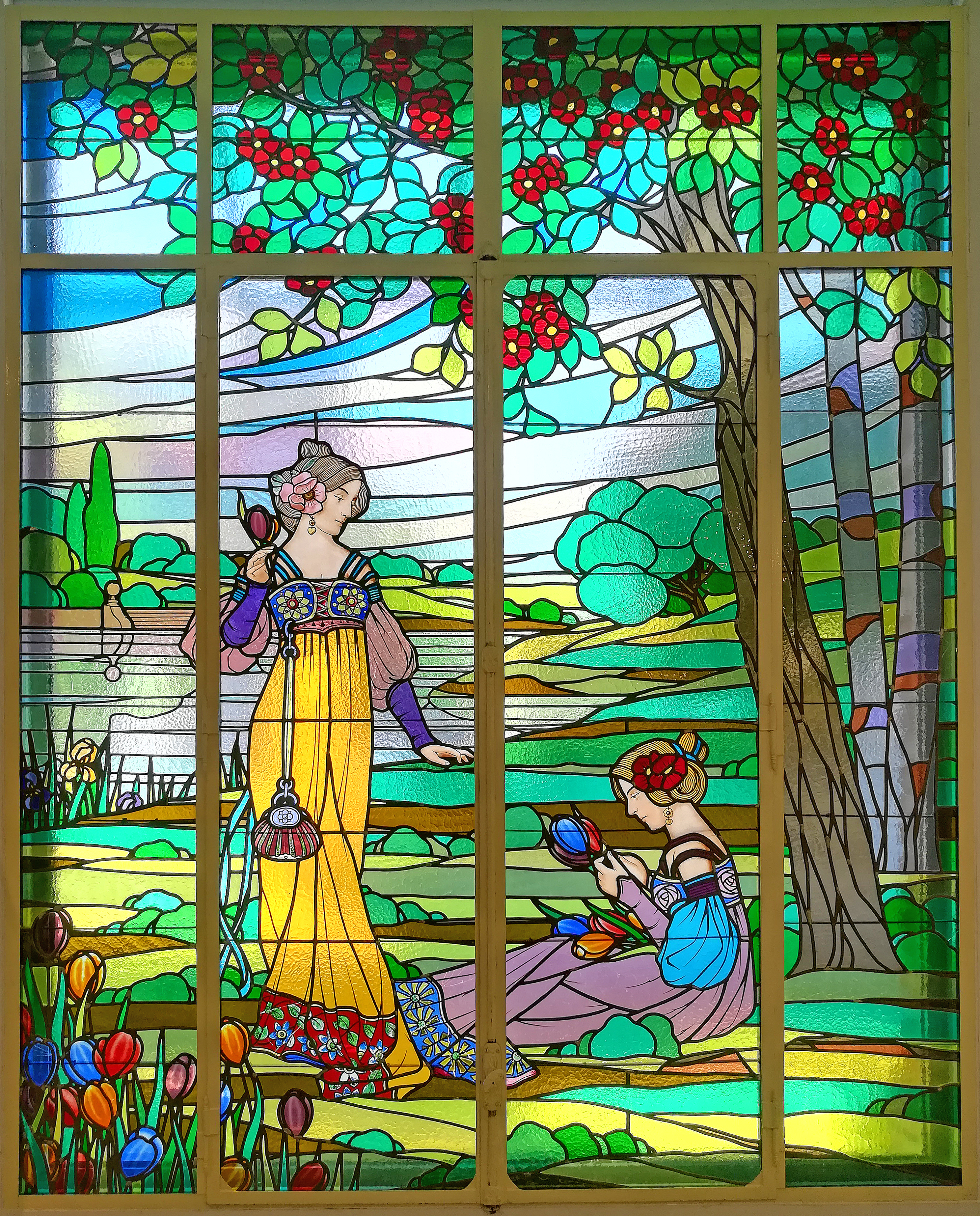
Glasmalerei des Jugendstils (Museu d’Art de Cerdanyola, Katalonien)

- XXIII: Tours (F) 2006
- XXIV: Zürich (CH) 2008
- XXV: Sankt Petersburg (RUS) 2010
- XXVI: Wien (A) 2012
- XXVII: York (GB) 2014
- XXVIII: Troyes (F) 2016
- XXIX: Antwerpen (BEL) 2018

### Internationale Foren für die Konservierung von Glasmalereien
- I: Erfurt (D) 1993
- II: Lüttich (BEL) 1996
- III: Freiburg (CH) 1999
- IV: Troyes (F) 2001
- V: Namur (BEL) 2007
- VI: New York (USA) 2009
- VII: Lissabon (P) 2011
- VIII: Amsterdam (NL) 2013
- IX: Paris (F) 2015
- X: Cambridge (GB) 2017

### Gemeinsame Colloquien und Foren
- XXX / XI: Barcelona (ESP) 2022
- XXXI / XII: Erfurt/Naumburg (D) 2024

zukünftig:
- XXXII / XIII: Krakau (PL) 2026
- XXXIII / XIV: Romont (CH) 2028

## Beteiligte Länder
Die folgenden Absätze beschreiben den Stand der Bearbeitung und die Organisation der einzelnen Nationalkomitees. Weitere Angaben zur Geschichte, zu den Autoren und Publikationslisten finden sich auf der Website des Internationalen CVMA bzw. auf den nationalen Websites.

### Belgien
Belgien hat 1961 die mittelalterlichen Glasmalereien des Landes bis zum Jahr 1500 in einem Band herausgegeben. Vier weitere Bände behandeln die Glasmalereien der ersten Hälfte des 16. Jahrhunderts, ein sechster die Glasmalereien von 1550–1650 (in den Provinzen Wallonisch-Brabant, Hennegau, Lüttich und Namur, 2011 erschienen). Weitere Publikationsreihen widmen sich den „Silver-Stained Roundels and Unipartite Panels before the French Revolutions“ (Reihe Checklist, 5 Bände, 2007–2021) und den Kartons der Glasmalereien der Kathedrale von Brüssel (Reihe Études, Band 1, 1994).
(Zu den Glasmalereien der Zisterzienserinnenabtei Herkenrode, die sich heute in England befinden, siehe den Abschnitt Großbritannien.)

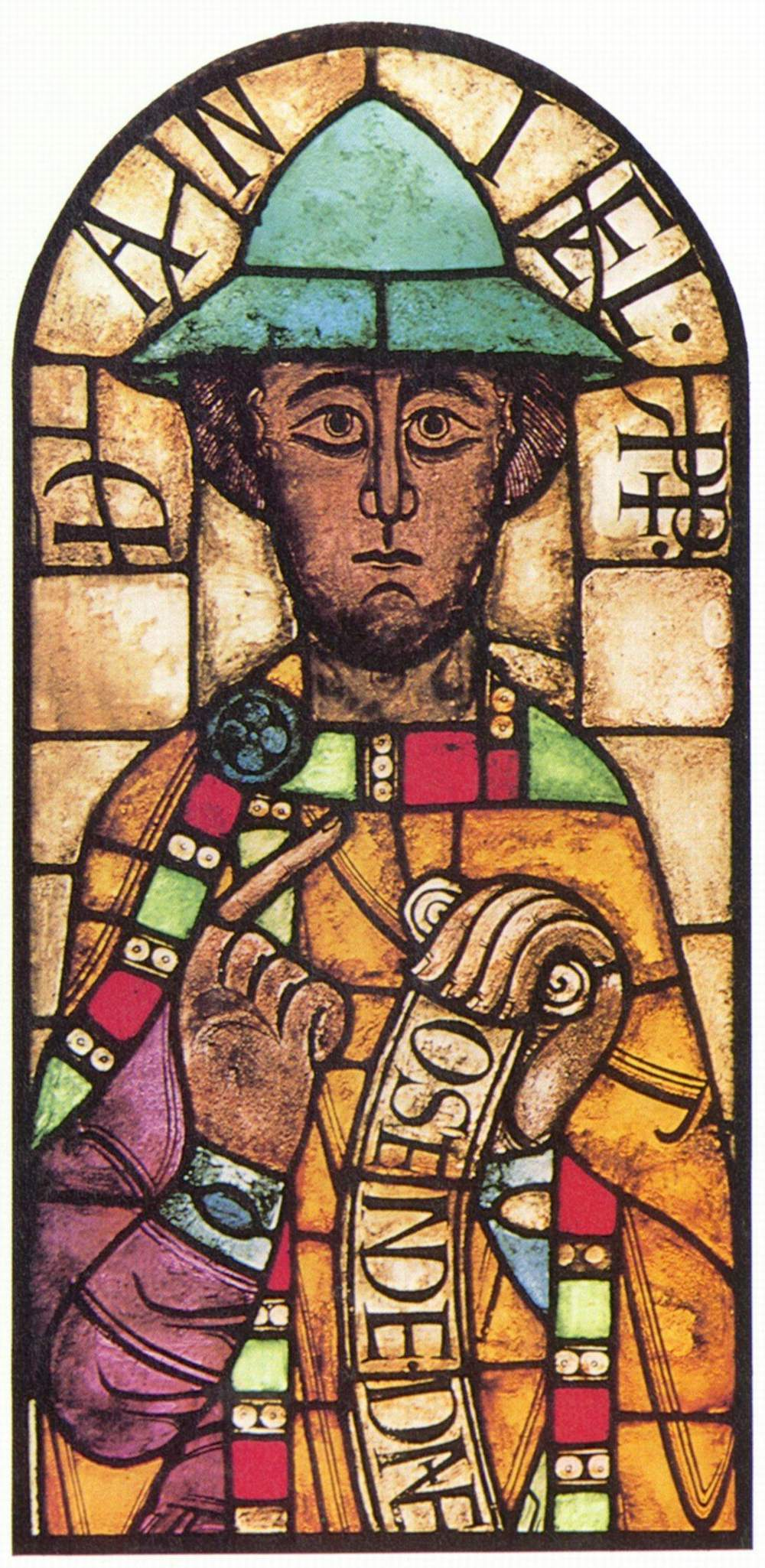
Prophet Daniel im Augsburger Dom

### Deutschland

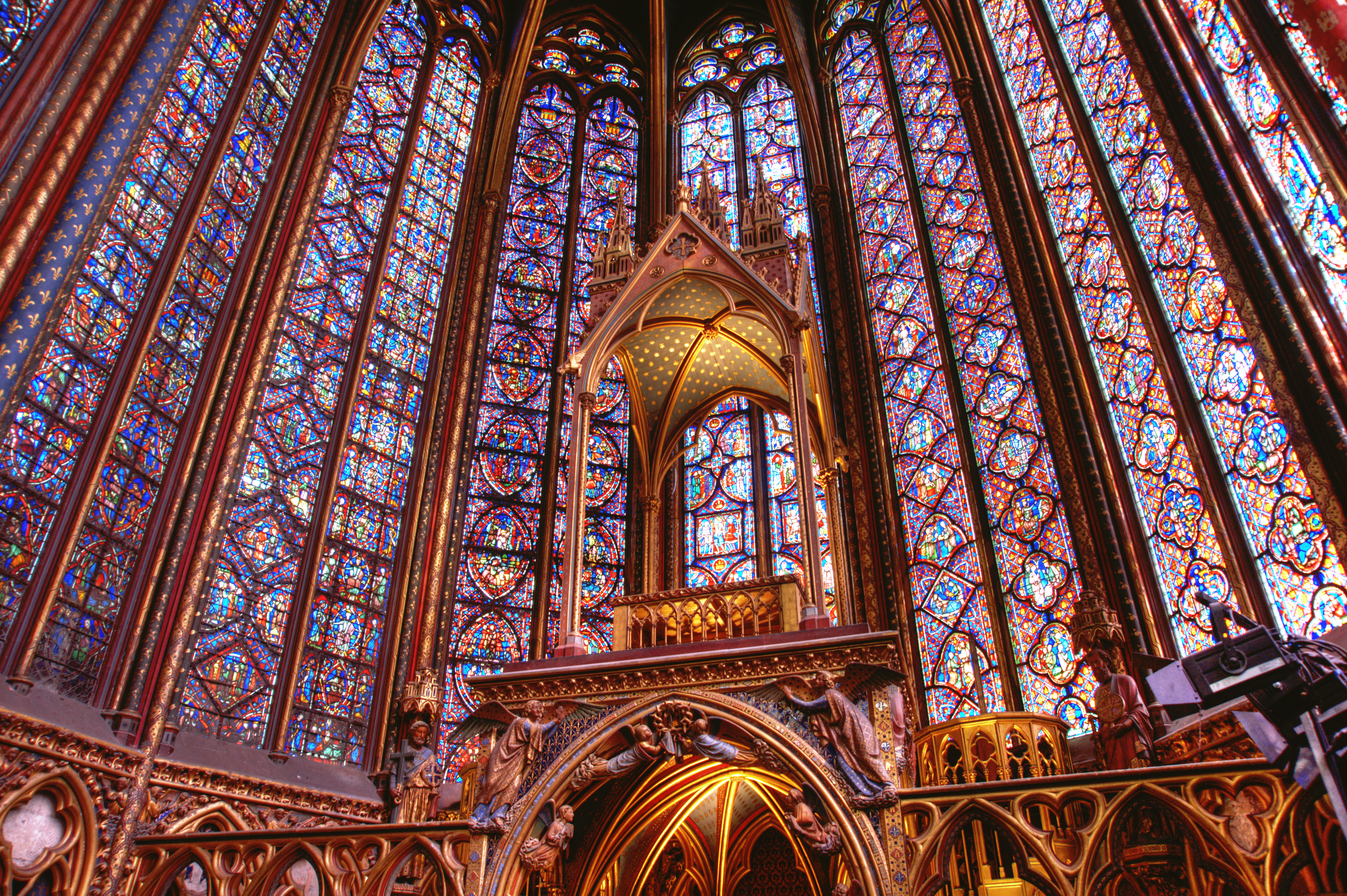
Sainte-Chapelle in Paris

Bedingt durch die deutsch-deutsche Teilung nach dem Zweiten Weltkrieg entstanden in Deutschland zwei Institute, die auch nach der Wiedervereinigung weiter koexistieren.
In Westdeutschland erschien 1958 der erste Band zu den frühen Glasmalereien in Schwaben, womit eigentlich das Gebiet Württembergs gemeint ist. Titel wie geografische Einteilung resultierten noch daraus, dass der Autor Hans Wentzel bereits in den 1940er Jahren eine Monografie zu den Glasmalereien in Schwaben geschrieben hatte, welche wegen des Krieges nicht publiziert werden konnte. Nach dem Krieg wurde aus dieser Publikation dann der erste deutsche Corpus-Band. Infolgedessen wurden die einzelnen Bände nach historischen Landschaften gegliedert, wobei für die Bearbeitungsgrenzen oftmals die heutigen Bundesländer oder Regierungsbezirke maßgeblich sind. Das Institut entstand in den 1970er Jahren zunächst in Stuttgart, seit 1982 dann in Freiburg. Getragen wird das „Forschungszentrum für mittelalterliche Glasmalerei“ von der Mainzer Akademie der Wissenschaften und der Literatur.
In der DDR war die Arbeit des Corpus Vitrearum zunächst in der Deutschen Akademie der Wissenschaften zu Berlin und nach deren Reform 1971 im Institut für Denkmalpflege der DDR beheimatet. Nach einer kommissarischen Überbrückung nach der Wende wurde eine eigene Arbeitsstelle in Potsdam eingerichtet, die seit 1993 unter der Obhut der Berlin-Brandenburgischen Akademie der Wissenschaften steht. Die ersten Bände des Corpus Vitrearum der DDR erschienen Ende der 1970er Jahre. Seit der Wiedervereinigung wurde die Zählung der deutschen Bände zusammengeführt, die Bände „DDR I-VIII“ werden nun als „Deutschland XV-XXII“ geführt.
Bislang sind die Glasmalereien folgender Bundesländer veröffentlicht:
- Baden-Württemberg: vollständig (Bände I,1–3 und II,1–2; u. a. mit dem Ulmer und dem Freiburger Münster)
- Bayern: teilweise (Bände X,1–3, XII und XIII,1–2; u. a. mit St. Sebald und St. Lorenz in Nürnberg und dem Augsburger und dem Regensburger Dom)
- Berlin und Brandenburg: vollständig (Band XXII; u. a. mit der Marienkirche Frankfurt/Oder)
- Hessen: vollständig (Bände III,1–3; u. a. mit der Marburger Elisabethkirche)
- Niedersachsen: vollständig (Bände VII,1–2; u. a. mit dem Lüneburger Rathaus)
- Nordrhein-Westfalen: teilweise (Band IV,1 zum Kölner Dom)
- Rheinland-Pfalz: teilweise (Bände II,1 und III,1; u. a. mit der Oppenheimer Katharinenkirche)
- Sachsen-Anhalt: teilweise (Bände XVII, XVIII,1–2 und XIX,1–5; u. a. mit den Domen in Halberstadt und Stendal)
- Thüringen: vollständig (Bände XV,1–2, XVI und XX; u. a. mit dem Erfurter Dom und der Divi-Blasii-Kirche in Mühlhausen)

### Frankreich
Frankreich veröffentlichte seine Glasmalereien bis zur Französischen Revolution in der elfbändigen Reihe Recensement des vitraux anciens de la France zwischen 1978 und 2021. Die folgende Auflistung verweist auf die Bände bezüglich der seit 2016 existierenden Regionen:
- Auvergne-Rhône-Alpes: Bände III (Rhône-Alpes) und IX (Auvergne)
- Bourgogne-Franche-Comté: Band III
- Bretagne: Band VII
- Centre-Val de Loire: Band II
- Grand Est: Bände IV (Champagne) und V (Lothringen, Elsass)
- Hauts-de-France: Band I
- Île-de-France: Band I
- Normandie: Bände VI (Haute-Normandie) und VIII (Basse-Normandie)
- Nouvelle-Aquitaine: Bände IX (Limousin) und X (Poitou-Charentes, Aquitaine)
- Okzitanien: Band XI
- Pays de la Loire: Band II
- Provence-Alpes-Côte d’Azur: Band XI

An Monografien erschienen bislang Bände zu den Glasmalereien folgender Bauten:
- Kathedrale von Angers
- Notre-Dame und Sainte-Chapelle in Paris
- Saint-Ouen in Rouen
- Saint-Nicolas-de-Port
- Straßburger Münster
- Ehemalige Dominikanerkirche Straßburg
- Chor der Kathedrale von Troyes

Eine weitere Reihe (Études), die bislang zehn Bände umfasst, widmet sich verschiedenen Einzeluntersuchungen. Erwähnenswert sind hierbei die Studien zu den Glasmalereien Abt Sugers in Saint-Denis, ein Band zu den Glasfenstern von Chartres sowie die Edition des Traktates von Antonius von Pisa.
Das französische Corpus Vitrearum hat seinen Sitz in Paris. Der erste Band erschien bereits 1959.

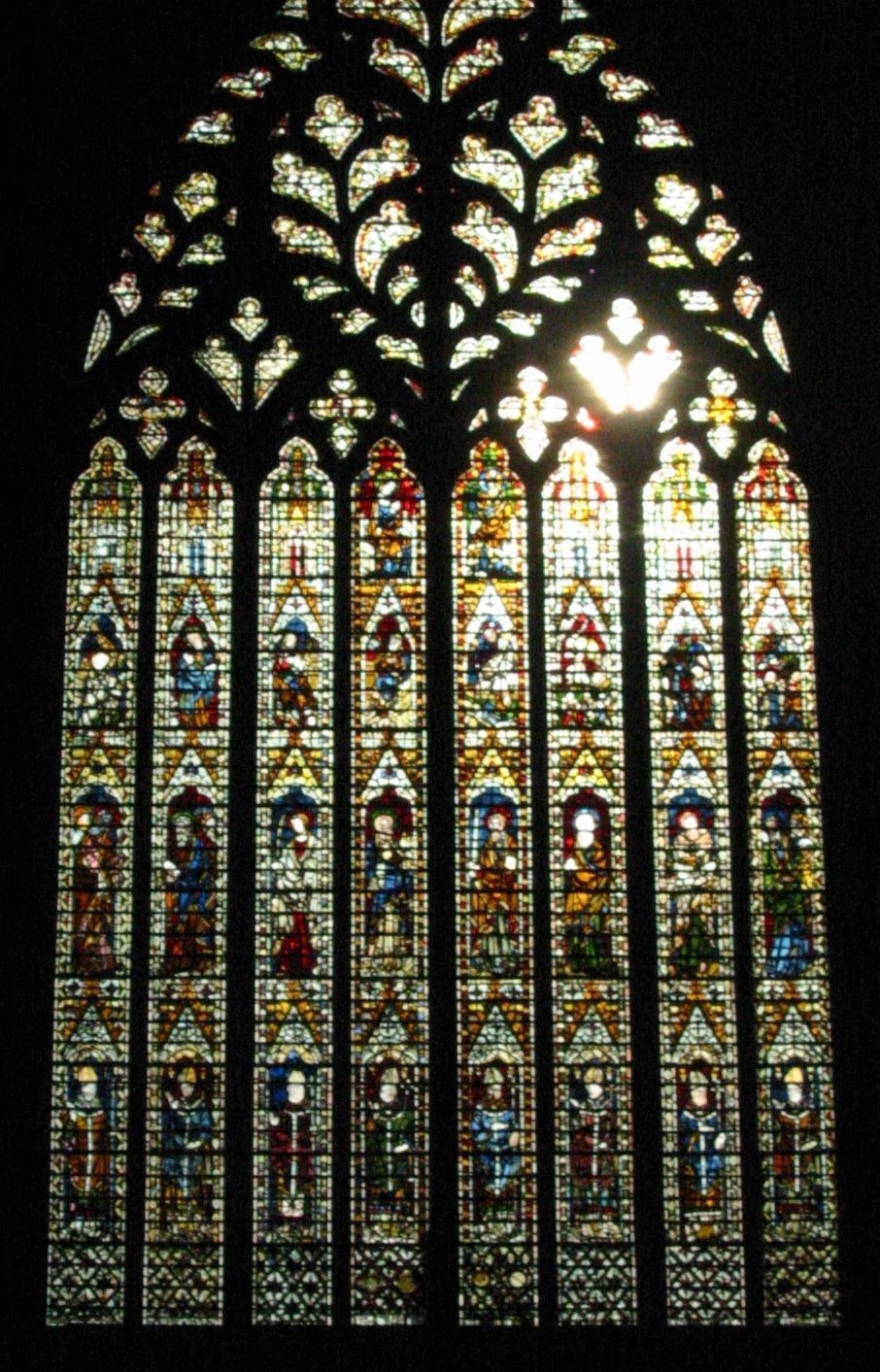
York Minster

### Großbritannien
Das britische CVMA wurde 1956 als Forschungsprojekt der British Academy gegründet. Heute ist es am Centre for Medieval Studies der Universität von York angegliedert. Das umfangreiche Bildarchiv befindet sich im öffentlichen Archiv der britischen Denkmalpflege (English Heritage) in Swindon. Publiziert wurden bislang ausschließlich englische Bestände.
Folgende Bände widmen sich Glasmalereien einzelner Bauten:
- King’s College Chapel, Cambridge (Supplementary Volume I)
- Christ Church Cathedral, Canterbury (Corpus Volume II)
- Lincoln Cathedral (Occasional Papers 3)
- St Peter Mancroft, Norwich (Corpus Volume V)
- Merton College, Oxford (Corpus Volume VI)
- Wells Cathedral (Corpus Volume IV)
- York Minster (Corpus Volume III,1, Summary Catalogue 2 und Summary Catalogue 5)

Folgende Bände behandeln die Glasmalereien einzelner Countys:
- Cheshire (Summary Catalogue 9)
- Lancashire (Summary Catalogue 8)
- Lincolnshire (Summary Catalogue 3)
- Northamptonshire (Summary Catalogue 4)
- Oxfordshire (Corpus Volume I)
- South Yorkshire (Summary Catalogue 7)
- West Yorkshire (Summary Catalogue 10)

Im Jahr 2021 erschien der VII. Corpus-Band zu den Glasmalereien aus der Zisterzienserinnenabtei Herkenrode im heutigen Belgien, die sich seit dem 19. Jahrhundert vornehmlich in der Kathedrale von Lichfield befinden.
Weitere Bände widmen sich den „Netherlandish and North European Roundels“ (Summary Catalogue 1) und den „English Figurative Roundels“ (Summary Catalogue 6).

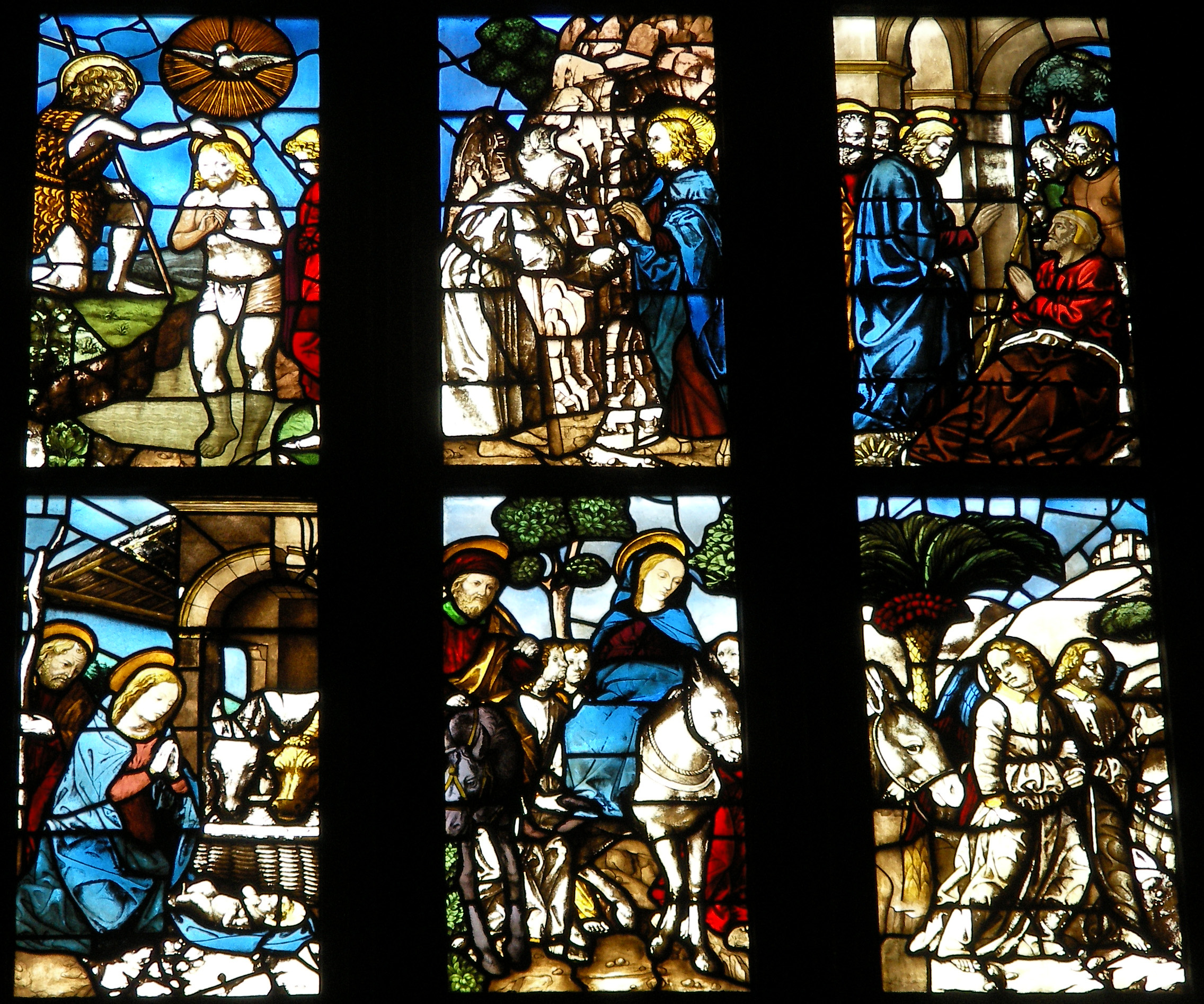
Mailänder Dom

### Italien
Das italienische Corpus Vitrearum veröffentlichte bislang drei Corpus-Bände zu den Glasmalereien in Umbrien (1973; u. a. mit den Fenstern von San Francesco in Assisi), zum Mailänder Dom (1986) und zum Dom von Pisa (2002). Die Glasmalereien Südtirols wurden 2007 als Anhang im österreichischen Band „Die mittelalterlichen Glasgemälde in Salzburg, Tirol und Vorarlberg“ publiziert.
Das Unternehmen ist den Vereinigten Nationalen Akademien (U. A. N.) in Rom angegliedert, Sitz und Bibliothek befinden sich in Mailand.

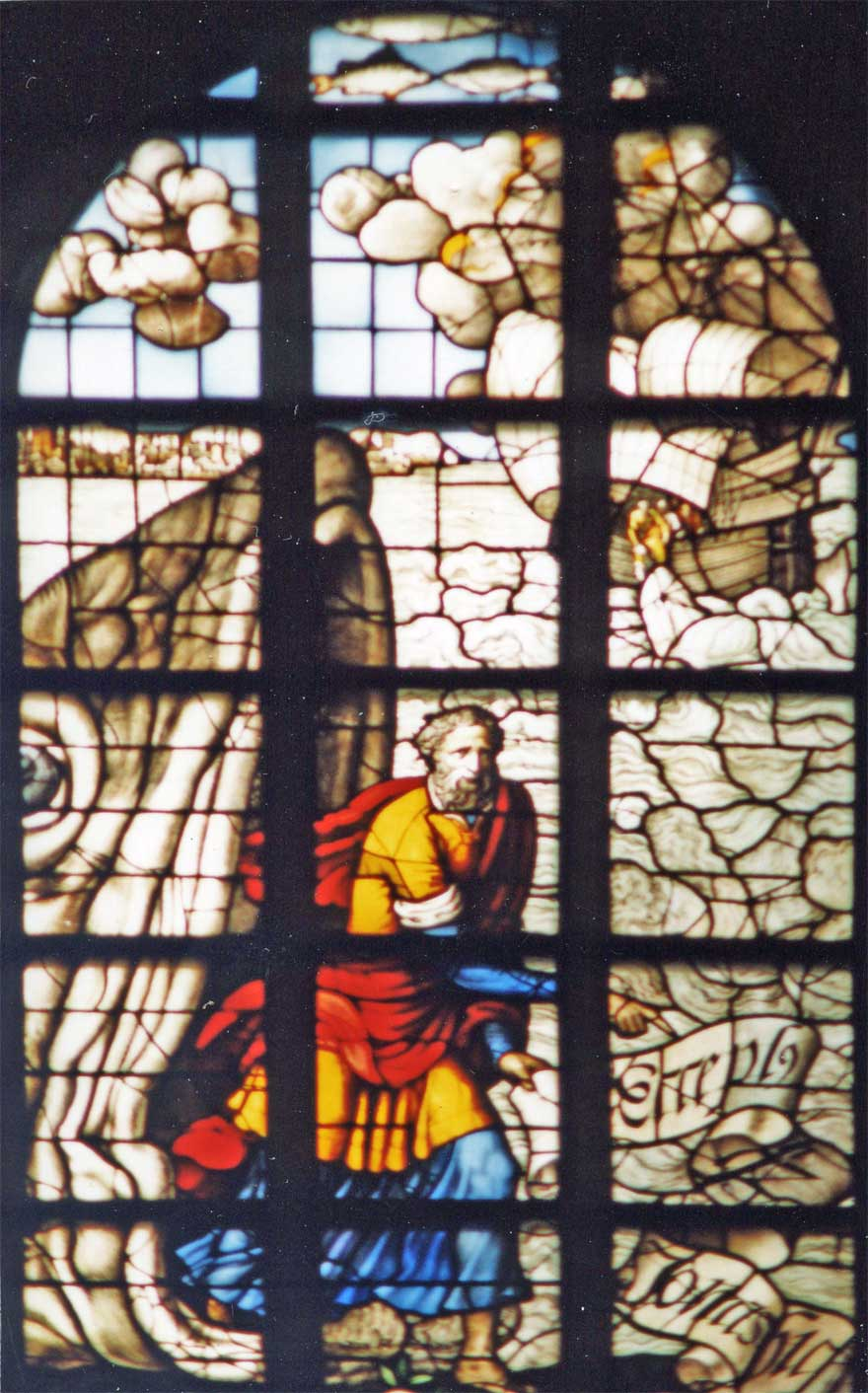
Jona und der Walfisch in der Sint Janskerk in Gouda

### Kanada
Kanada ist seit 1984 Mitglied des Corpus Vitrearum. Der erste kanadische Band wurde 2014 veröffentlicht und behandelt die Hosmer Collection der McGill University in Montréal. Weitere Bände sind in Planung.

### Luxemburg
Luxemburg besitzt ausschließlich Glasmalereien aus dem 19. und 20. Jahrhundert. Die Erweiterung des Corpus Vitrearum auch auf diese für die Geschichte der Glasmalerei bedeutsamen Zeitepochen ermöglichte es, dass Luxemburg 2019 als neuestes Mitglied im internationalen Verbund aufgenommen werden konnte.

### Niederlande
Seit 1953 gab es bereits Kontakte der Niederländer zum Corpus Vitrearum, das nationale Komitee wurde jedoch erst 1981 gegründet. Bis 2002 stand das niederländische Corpus Vitrearum unter der Schirmherrschaft des Königlich-Niederländischen Akademie der Wissenschaften. Zwischen 1997 und 2002 wurden die Glasfenster der Sint Janskerk in Gouda in drei Bänden publiziert, der vierte, 2011 veröffentlichte Band behandelt in zwei Teilbänden alle übrigen Glasmalereien der Niederlande bis 1795.

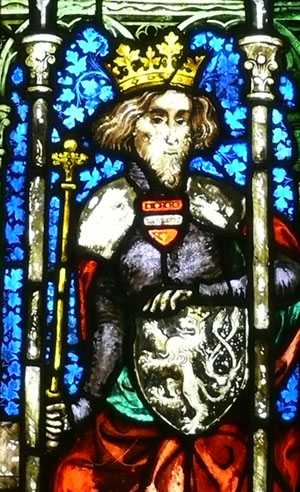
Rudolf I. (Böhmen) im Stephansdom

### Österreich
Österreich ist von Anbeginn an Mitglied des Corpus Vitrearum, der erste Band erschien 1962. Das Unternehmen ist am Bundesdenkmalamt in Wien verankert.
Die österreichischen Publikationen gliedern sich nach Bundesländern. Bislang wurden die Glasmalereien von Niederösterreich (in 3 Teilbänden), Salzburg, Steiermark (in 3 Teilbänden), Tirol (mit Südtirol), Vorarlberg und Wien veröffentlicht.

### Polen
Polen ist seit 1958 Mitglied im internationalen Verbund und ist an die Jagiellonen-Universität in Krakau angegliedert. Der erste Band zu den mittelalterlichen Glasmalereien erschien 2014 in deutscher Sprache und ist den Glasfenstern der Krakauer Marienkirche gewidmet.
Eine zweite Reihe behandelt die Glasmalereien Polens, die zwischen 1800 und 1945 entstanden sind. Die ersten fünf Bände, die 2014–2017 in polnischer Sprache publiziert wurden, umfassen die römisch-katholischen Kirchen der Kirchenprovinz Krakau: Erzbistum Krakau (I–II), Bistum Bielsko-Żywiec (III), Bistum Tarnów (IV,1–2) und Bistum Kielce (V).

### Portugal
Portugal hat seine mittelalterlichen Glasmalereien 1983 in einem Band veröffentlicht. Der bedeutendste Bestand des Landes sind die Glasmalereien von Batalha. Nachdem die Mitgliedschaft im Internationalen CVMA danach zunächst ruhte, konnte sie in den 1990er Jahren wieder reaktiviert werden.

### Russland
Das Nationalkomitee von Russland wurde 1992 gegründet. Den größten Bestand an Glasmalereien besitzt die Sammlung der Staatlichen Eremitage in St. Petersburg. Im Jahr 2002 war das russische Komitee bei der Rückführung der Glasfenster der Marienkirche in Frankfurt/Oder beteiligt, die sich seit Ende des Zweiten Weltkrieges in Russland befunden hatten.

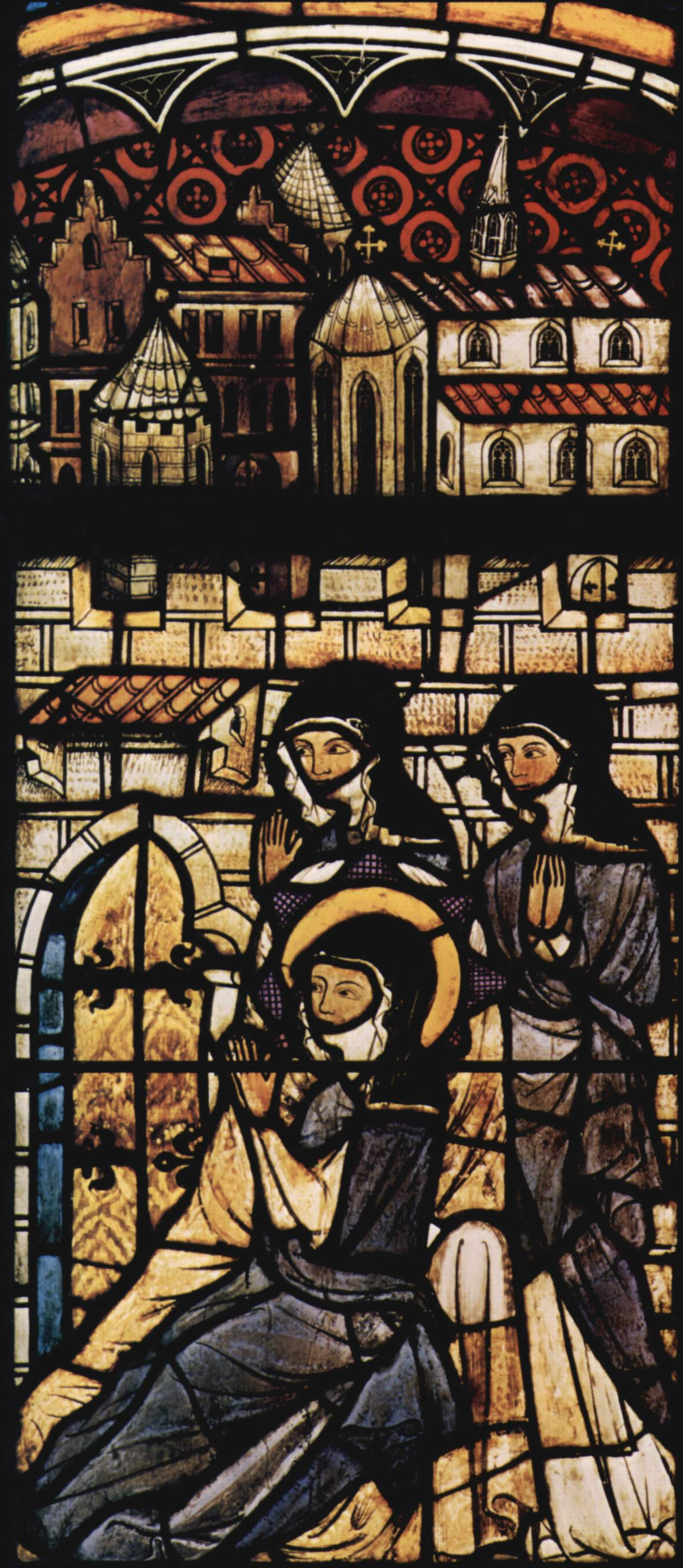
Ausschnitt aus dem Klarafenster in Königsfelden

### Schweiz
Das schweizerische Corpus Vitrearum ist seit 1987 im VitroCentre in Romont beheimatet. Die mittelalterlichen Glasmalereien der Schweiz wurden zwischen 1956 und 2008 in vier Bänden veröffentlicht, darunter in zwei Monografien zum Berner Münster und zu Königsfelden. Der 1956 erschienene erste Band ist gleichzeitig der erste internationale Corpus-Band.
In der Reihe Neuzeit erschienen bislang acht Bände zu den Glasmalereien des 16.–18. Jahrhunderts (Bände I–VII) bzw. bis 1930 (Band VIII) folgender Kantone:
- Aargau (Bände I–III, gleichzeitig als Bände 2–4 der Reihe Glasmalerei im Kanton Aargau erschienen)
- Bern (Band VII, nur online unter vitrosearch.ch)
- Freiburg (Band VI)
- Schaffhausen (Band V)
- Thurgau (Band VIII, Textband als Buch, Katalog online unter vitrosearch.ch)
- Zug (Band IV)

### Skandinavien
Schweden, Finnland, Dänemark und Norwegen publizierten ihre Bestände 1964 gemeinsam in einem einzigen Band in deutscher Sprache („Die Glasmalereien des Mittelalters in Skandinavien“). Den größten Bestand an mittelalterlicher Glasmalerei besitzt die schwedische Insel Gotland.

### Spanien
Spanien besitzt zwei Komitees: Das „spanische“ Komitee, seit 1965 Mitglied, veröffentlichte in zwei Bänden die Bestände der Kathedrale von Sevilla (Corpus Vitrearum Spanien I) und der Kathedrale von Granada (Corpus Vitrearum Spanien II), weitere Bände sind in Planung. Das Komitee Kataloniens bearbeitete seit den 1980er Jahren die Bände zu den Glasmalereien folgender Bauten, die teilweise sowohl eine spanische, als auch katalonische Nummerierung aufweisen:
- Kathedrale von Barcelona (CV Spanien IX = CV Katalonien IV)
- Santa Maria del Mar, Barcelona (CV Spanien VI = CV Katalonien I)
- Santa Maria in Cervera (CV Katalonien V,1)
- Kathedrale von Girona (CV Spanien VII = CV Katalonien II)
- Kloster von Pedralbes (CV Spanien IX = CV Katalonien IV)
- Kloster Santes Creus (CV Spanien VIII = CV Katalonien III)
- Kathedrale von La Seu d’Urgell (CV Katalonien V,1)
- Kathedrale von Tarragona (CV Spanien VIII = CV Katalonien III)

Ein weiterer Band widmet sich übergeordneten Aspekten (CV Katalonien V,2).

### Tschechien/Slowakei
Tschechien und die Slowakei haben ihre Bestände 1975 in einem Band in deutscher Sprache unter dem Titel „Mittelalterliche Glasmalerei in der Tschechoslowakei“ veröffentlicht.

### USA
In den Vereinigten Staaten von Amerika befinden sich mehr als 3000 meist im 20. Jahrhundert aus Europa importierte Scheiben, die sich in öffentlichen oder universitären Sammlungen, in Privatbesitz oder erneut in Kirchenfenstern eingebaut befinden. Eine Übersicht über alle in den USA erhaltenen, vor 1700 entstandenen, europäischen Glasmalereien bieten die vier zwischen 1985 und 1991 publizierten Checklists.
Seit 2001 erschienen darüber hinaus Bände zu den Glasmalereien folgender Sammlungen:
- Metropolitan Museum of Art, New York
- Philadelphia Museum of Art

sowie folgender Staaten:
- Nordteils des Staates New York (Upstate New York)
- Midwest: Illinois, Indiana, Michigan und Ohio

CVMA-Bezeichnungssystem

## Bezeichnungssystem
Das für das CVMA verbindliche System bezeichnet die Fenster vom östlichen Fenster in der Längsachse des Gebäudes aus mit römischen Ziffern. Das östliche Fenster erhält die Nummer I, nach Westen wird auf der nördlichen und südlichen Seite gleichzeitig gezählt, wobei die Fenster auf der Nordseite ein vorgestelltes n und auf der Südseite ein vorgestelltes s erhalten. Beispielsweise heißt n V das von Osten her fünfte Fenster auf der Nordseite. Großbuchstaben geben Fenster und Maßwerke in den oberen Stockwerken an.
Die Felder werden in horizontaler Richtung mit Kleinbuchstaben von links mit a beginnend, von unten nach oben mit Zahlen bezeichnet. Beispiel: Feld 5c ist das Feld in der dritten Bahn von links in Höhe der fünften horizontalen Zeile von unten.